# Modelo de utilidad
El modelo de utilidad es una forma de protección de propiedad industrial, semejante a la patente, reconocida en algunas legislaciones, que se otorga para la protección de invenciones menores con una complejidad técnica limitada o cuya comercialización será de menos duración que una patente.

## Patentabilidad
De ordinario, los requisitos de patentabilidad de los modelos de utilidad se limitan a los de novedad y actividad inventiva, aunque este último con menos rigurosidad. En la práctica, esta protección se otorga a innovaciones que aportan mejoras y que no necesariamente reúnen los criterios de patentabilidad de una invención mayor. En consecuencia, los términos de protección de un modelo de utilidad suelen ser menores a los de una patente.

## Regulación internacional
Los modelos de utilidad se encuentran previstos entre los objetos de propiedad industrial protegidos en el artículo 1 numeral 2 del Convenio de París para la Protección de la Propiedad Industrial (1883). Sin embargo, no son mencionados en el Acuerdo de la OMC sobre los Aspectos de los Derechos de Propiedad Intelectual relacionados con el Comercio, de 1994.

## Regulaciones nacionales
Los modelos de utilidad se contemplan en alrededor de 50 legislaciones de propiedad industrial del mundo y en dos acuerdos regionales de África: la Organización Regional Africana de la Propiedad Intelectual (ARIPO) y la Organización Africana de la Propiedad Intelectual (OAPI). Australia y Malasia poseen figuras jurídicas semejantes al modelo de utilidad denominadas: patentes de innovación o innovaciones de utilidad.La Unión Europea no posee una protección internacional para los modelos de utilidad, pero algunos de sus países miembros sí reconocen tal protección a nivel nacional, como es el caso de España. Por su parte, casi todas las legislaciones locales de Latinoamérica poseen esta figura, en donde si bien el promedio de protección promedio es de 10 años, los términos oscilan desde 5 años, como en el caso de Venezuela, hasta un máximo de 15 como en el caso de Honduras, Brasil o México.
En algunas legislaciones como Alemania, Japón y Corea, el modelo de utilidad tiene un uso tan extendido e importante que poseen legislaciones específicas adicionales a la ley de patentes.

## Estadísticas
Conforme a los datos de la Organización Mundial de la Propiedad Intelectual, en 2022, se realizaron 3,010,510 solicitudes de modelos de utilidad en las oficinas de patentes de todo el mundo, frente a los 3,457,400 solicitudes de patentes realizadas el mismo año. Dicha cantidad implicó un crecimiento de 2.9% respecto al año 2021 y los países con mayor número de solicitudes de registro de modelos de utilidad fueron, en 2022: China, Alemania, Rusia.